# Chavinda
Chavinda (de Shevina o Sevina, castellanización del purépecha Sïuini, ‘lugar de vientos o remolinos’) es una localidad mexicana, cabecera del municipio homónimo, en el noroeste del Estado de Michoacán, a 3 horas de Morelia y Guadalajara por carretera. Al este de Chavinda se encuentra Zamora, tercera ciudad más importante de Michoacán.

## Historia
El 20 de noviembre de 1861 se le otorgó el título de municipio, siendo la localidad su cabecera; sin embargo, el 1 de mayo de 1874 se le concedió la carácter de «tenencia», estando sujeta a Zamora, hasta que el 25 de julio de 1879 se le restituyó el carácter de cabecera del restablecido municipio de Chavinda.
De acuerdo con la Ley Orgánica de División Territorial de Michoacán del 16 de enero de 1910, la localidad de Chavinda tenía la categoría política de «pueblo», no obstante, el Decreto No. 103 del 21 de marzo de 1940 le cambió la categoría a «villa».

## Geografía
Chavinda está ubicado en una depresión a 102°27′31″ O y 20°00′25″ N, con una altitud media de 1567 m s. n. m.; escondido entre la depresión de Chapala y las montañas de la zona occidental de Michoacán. 
Tiene, según la clasificación climática de Köppen, un clima subtropical subhúmedo (Cwa) con inviernos secos y veranos lluviosos.
El suelo de la localidad es en mayor medida vertisol.

## Demografía
Cuenta con 6596 habitantes, lo que representa un incremento promedio de 0.56 % anual en el período 2010-2020 sobre la base de los 6246 habitantes registrados en el censo anterior. Ocupa una superficie de 6.963 km², lo que determina en el año 2020 una densidad de 947,4 hab/km².
| Gráfica de evolución demográfica de Chavinda entre 1900 y 2020                                              |
| |
| Población de los censos y conteos del Instituto Nacional de Estadística y Geografía (INEGI) de 1900 a 2020. |

La población de Chavinda está mayoritariamente alfabetizada (6.96 % de personas analfabetas al año 2020) con un grado de escolarización en torno a los 7 años. Solo el 0.33 % de la población se reconoce como indígena, y el 0.12 % habla al menos una lengua indígena. El 96.4 % de los habitantes de Chavinda profesa la religión católica.
En el año 2010 estaba clasificada como una localidad de grado medio de vulnerabilidad social.

## Actividades económicas
La principal actividad económica de la localidad es la agricultura, con cultivos de maíz, sorgo, trigo y fresas. La cría de ganado es bovino, porcino y aves.

## Urbanismo

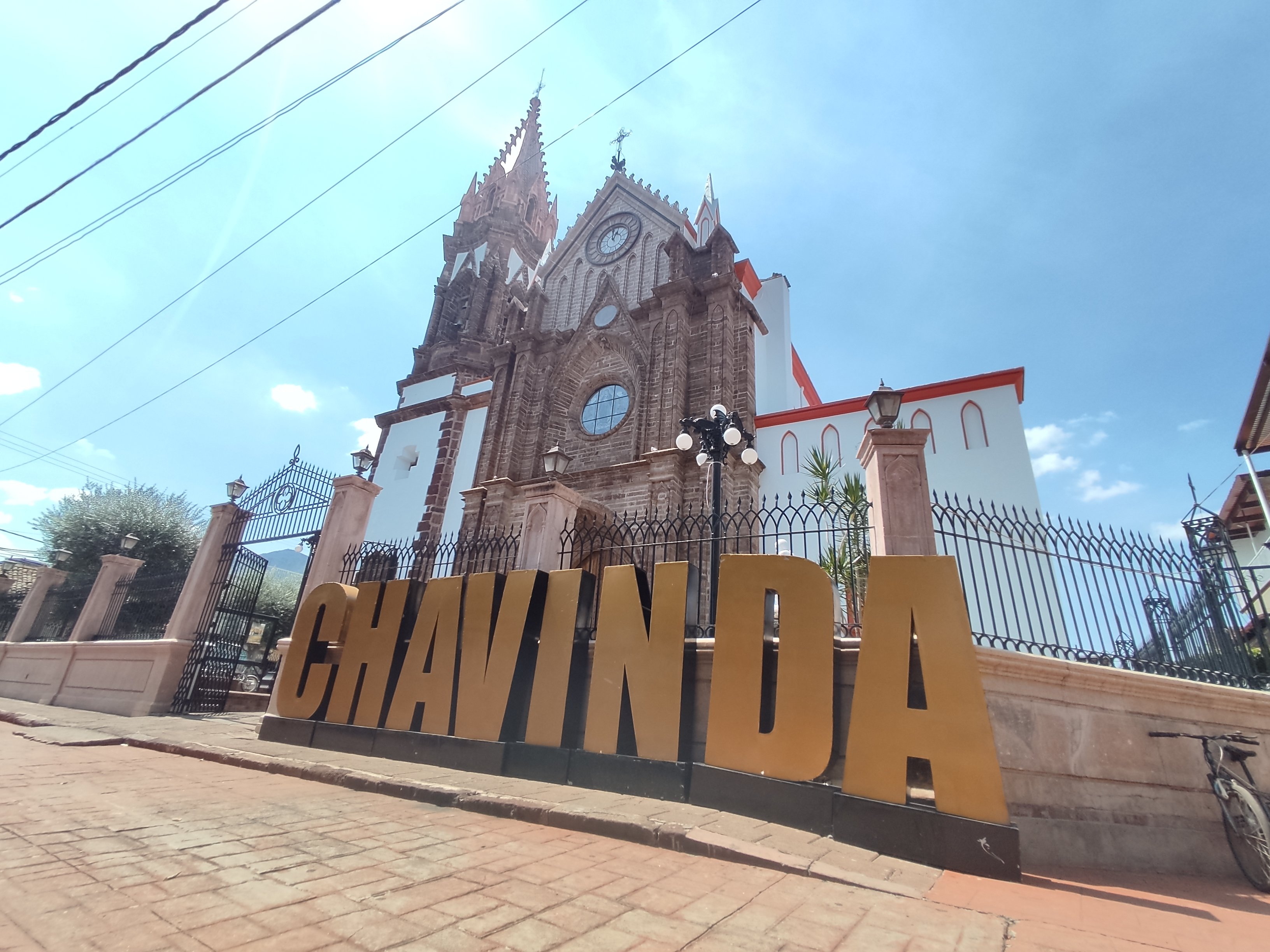
Templo de Nuestra Señora de Guadalupe en Chavinda.

La construcción más representativa es la Parroquia de estilo neogótico alrededor de la cual se distribuye la población. Los edificios en Chavinda están hechos de ladrillo y cubiertas de alero y teja de barro que le dan al pueblo una imagen singular desde la carretera antes de arribar. La plaza es el centro geográfico y de reunión de Chavinda. También cuenta con un parque público como la alameda.

## Festividades
- 12 de febrero, en la que se conmemora a la Iglesia de Nuestra señora de Guadalupe, siendo este día el cese de su construcción.